# Swedish Pro Tennis Championships 1972
Lo Swedish Pro Tennis Championships 1972 è stato un torneo di tennis giocato sintetico indoor. È stata la 1ª edizione dello Swedish Pro Tennis Championships che fa parte del World Championship Tennis 1972. Si è giocato allo Scandinavium di Göteborg in Svezia 30 ottobre al 5 novembre 1972.

## Campioni

### Singolare maschile
John Newcombe ha battuto in finale  Roy Emerson con il punteggio di 6–0, 6–3, 6–1

### Doppio maschile
Tom Okker /  Marty Riessen hanno battuto in finale  Ismail El Shafei /  Brian Fairlie con il punteggio di 6–2, 7–6